# Vicariato Apostólico de San Miguel de Sucumbíos
O Vicariato Apostólico de San Miguel de Sucumbíos (em latim: Apostolicus Vicariatus Sancti Michaëlis de Sucumbios) é uma entidade missionária da Igreja Católica Romana. Sua sede, a Catedral de Nossa Senhora do Cisne, está localizada na cidade de Nueva Loja, província de Sucumbíos, no Equador .

## História
Em 16 de abril de 1924, o Papa Pio XI instituiu a Prefeitura Apostólica de San Miguel de Sucumbíos a partir do Vicariato Apostólico de Napo.
O Papa João Paulo II elevou-o à categoria de Vicariato Apostólico em 2 de julho de 1984. Permanece isento, ou seja, diretamente sujeito à Santa Sé, não parte de uma província eclesiástica.

### Conflito de nomeação com o estado equatoriano
Em outubro de 2010, depois que o bispo Dom Gonzalo López Marañón, OCD, se aposentou com a idade obrigatória de 75 anos, a Santa Sé nomeou o Pe. Rafael Ibarguren, dos Arautos do Evangelho, como Administrador Apostólico (ad interim para o Ordinário) do Vicariato Apostólico. O presidente equatoriano Rafael Correa se opôs à nomeação por considerar Ibarguren 'ultraconservador e fundamentalista'. Ele também temia que Ibarguren destruísse todo o trabalho social realizado por seu antecessor. Correa afirmou que poderia vetar a nomeação de Ibarguren com base num modus vivendi entre o Equador e a Santa Sé . A Conferência Episcopal do Equador afirmou o contrário. Os atritos entre as duas entidades se intensificaram e os fiéis de Sucumbíos dividiram-se entre os que apoiavam os Arautos do Evangelho e os que não apoiavam.
Em 5 de dezembro de 2011, o Papa Bento XVI nomeou Dom Paolo Mietto Administrador Apolóstico. Este membro da Congregação missionária de São José foi sucedido pelo companheiro josefino Celmo Lazzari, o ex-Vigário Apostólico do vizinho 'vicariato' Napo, como Vigário Apostólico.

## Ordinários Titulares
Prefeitos apostólicos (todos carmelitas descalços)
- Pacifico del Carmine, OCD † (21 de maio de 1937-1954)
- Manuel Gómez Frande, OCD † (18 de novembro de 1955 - 1968)
- Gonzalo López Marañón, OCD † (26 de junho de 1970 - veja abaixo)

Vigários apostólicos
- Gonzalo López Marañón, OCD † ( ver acima - 30 de outubro de 2010)
- Administrador Apostólico Rafael Ibarguren Schindler (30 de outubro de 2010 - 10 de fevereiro de 2012)
- Administrador Apostólico Paolo Mietto, CSJ (10 de fevereiro de 2012 - 21 de novembro de 2013)
- Celmo Lazzari, CSJ (21 de novembro de 2013 - 23 de outubro de 2024)
- Moacir Goulart de Figueredo, M.S.C. (23 de outubro de 2024 - )